# Salčak Toka
Salčak Kalbakchorekovič Toka (rusky Салча́к Калбак-Хоре́кович То́ка) rozený Kol Tyvyky (rusky Кол Тывыкы; 15. prosince 1901 Mergen – 11. května 1973 Kyzyl) byl tuvinský politik. Od roku 1944 do 1973 byl generálním tajemníkem tuvinského odboru KSSS; předtím byl generální tajemník ústředního výboru Tuvinské lidové revoluční strany a faktický vládce Tuvinské lidové republiky v letech 1932 až do jejího zániku roku 1944.

## Život
Salčak Toka (Tyvyky Kol) v mládí mnoho let pracoval jako dělník u ruského sedláka, kde se naučil rusky a seznámil se s ruskými zvyklostmi, po vyhlášení samostatné Tannu Tuva roku 1921 nastoupil jako úřední poslíček, poté byl přijat roku 1924 do armády. V roce 1925 vybrán pro studium na Komunistické univerzitě pracujících východu v Moskvě, kde působil až do roku 1929. Právě roku 1929 proběhl v Tuvě puč a premiér Donduk Kuular zatčen, načež bylo pět tuvinských absolventů Komunistické univerzity pracujících východu jmenováno mimořádnými komisaři pro Tuvu, Toka se stal druhým tajemníkem Tuvinské lidové revoluční strany. Loajalita komisařů ke Stalinovi zajistila, že budou provádět reformy, jako je kolektivizace, které Kuular ignoroval. Dne 6. března 1932 se stal Salčak Toka generálním tajemníkem strany.

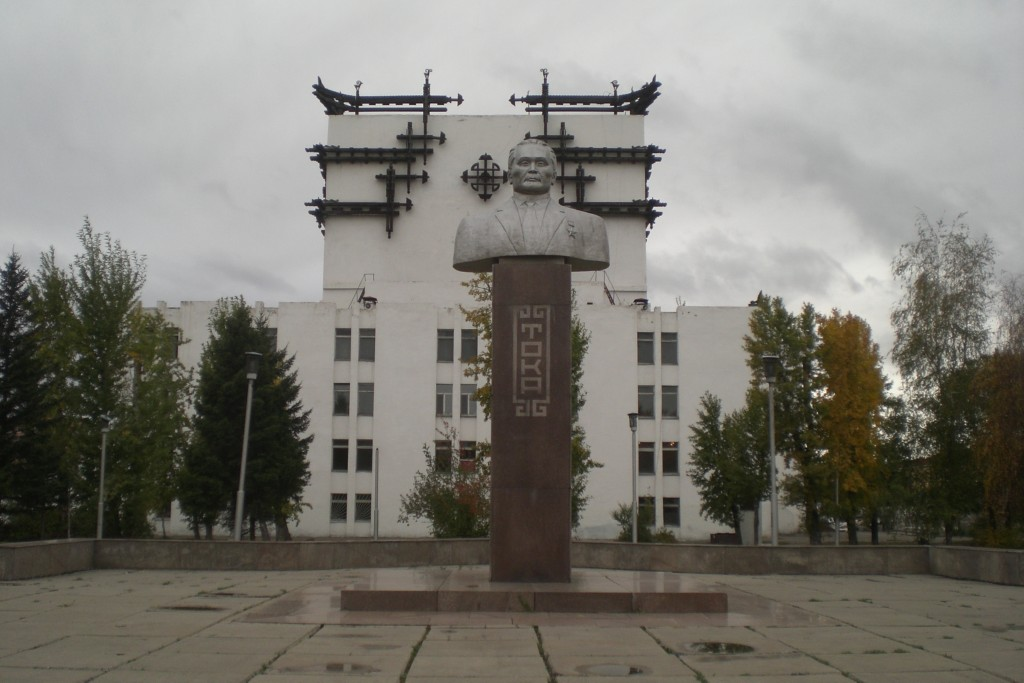
Tokova socha v Kyzylu

Toka navázal úzké kontakty se Stalinem. Po popravě Kuulara v roce 1932 se stal faktickým vládcem Tuvy, začal prosazovat reformy podle sovětského vzoru, do té doby praktikované kočovné zemědělství bylo kolektivizováno a tradiční náboženství (tibetský buddhismus a šamanismus) byla potlačena, ve straně docházelo k čistkám (v roce 1938 popraveni premiér Sat Čurmit-Dažy, předseda Malého churalu Adyg-Tuluš Chemčik-ool). Toka budoval kult osobnosti, nejprve v tuvinské (1943) a později sovětské armádě (1944) dosáhl hodnosti generálporučíka a byl vyznamenáván vysokými vyznamenáními, jak vojenskými, tak za svá literární díla (včetně titulu hrdina socialistické práce, sedmkrát Leninův řád).
V roce 1944 požádal, aby Tuva byla připojena k Sovětskému svazu. K připojení došlo dne 30. října 1944 prostřednictvím Michaila Kalinina. Tuva se stala součástí  RSFSR, zpočátku jako Tuvinská autonomní oblast, od 10. října 1961 Tuvinská autonomní sovětská socialistická republika. Salčak Toka zůstal až do své smrti v roce 1973 generálním tajemníkem tuvinského odboru Komunistické strany Sovětského svazu.

## Osobní život
Měl postupně tři manželky, v roce 1940 se oženil potřetí s Chertek Ančimaa, předsedkyní Malého churalu.

## Dílo
Toka byl též literárně činný, drobnější práce psal již od 30. let 20. století. Nejznámější je jeho třídílný román s autobiografickými prvky Slovo Aratovo (Араттың сөзү, Слово арата, 1951, 1965, 1972). První díl se dočkal i překladu do češtiny roku 1954. Toka byl od roku 1951 členem Svazu spisovatelů SSSR.